# Petrorossia talawila
Petrorossia talawila är en tvåvingeart som beskrevs av Zaitzev 1987. Petrorossia talawila ingår i släktet Petrorossia och familjen svävflugor.
Artens utbredningsområde är Sri Lanka. Inga underarter finns listade i Catalogue of Life.